# روكي تشيري
روكي تشيري (بالإنجليزية: Rocky Cherry)‏ هو لاعب كرة قاعدة أمريكي، ولد في 19 أغسطس 1979 في دالاس في الولايات المتحدة.

## وصلات خارجية
- روكي تشيري على موقع دوري كرة القاعدة الرئيسي (الإنجليزية)
- روكي تشيري على موقعبيزبول رفرنس.كوم (الدوري الرئيسي) (الإنجليزية)
- روكي تشيري على موقعبيزبول رفرنس.كوم (الدوري الثانوي) (الإنجليزية)
- روكي تشيري على موقع إي إس بي إن.كوم (أم.أل.بي) (الإنجليزية)
- روكي تشيري على موقع مشجعي الرسوم البيانية (الإنجليزية)